# Bístons
Els bístons (en llatí bistones, en grec antic Βίστονες) eren un poble traci que ocupava el territori entre Abdera i Dicea, prop del llac Bistonis, segons Heròdot i Estrabó. Esteve de Bizanci diu que vivien fins al riu Nestos, però després van perdre molts territoris.
Encara existien com a poble en el temps en què els romans es van fer amos de Tràcia, tot i que els poetes, com per exemple Horaci, utilitzaven el nom de bístons per referir-se als tracis en general. La seva principal ciutat era Tirida. Les altres ciutats de la seva costa, Dicea, Ismaron, Parthenion, Phalesina i Maronea eren totes elles colònies gregues.
Els bístons tenien com a déus Ares segons Esteve de Bizanci, Dionís, segons Horaci i Atena segons Ovidi.